# SGML
SGML(Standard Generalized Markup Language)은 문서용 마크업 언어를 정의하기 위한 메타 언어이다. IBM에서 1960년대에 개발한 GML(Generalized Markup Language)의 후속이며, ISO 표준이다.
SGML은 많은 응용이 가능하도록 다양한 마크업 구문을 제공한다. 심지어는 SGML 선언을 변경함으로써 꺾쇠 괄호('<', '>')를 사용하지 않는 것도 가능하기 때문에, 상세 참조 구문(concrete reference syntax)로도 불린다.
SGML은 정부나 항공우주 기업의 대규모 계획 사업 과정에서 기계 판독형(machine-readable) 문서를 공유할 목적으로, 몇 십 년 이상의 기간 동안 판독 가능하도록 설계되었다. SGML은 인쇄와 출판 산업에 광범위하게 사용되었지만, 너무 복잡한 이유로 소규모 범용 목적으로 사용하는데 걸림돌이 되었다.

## 구문의 예
```
 
<QUOTE
 
TYPE=
"example"
>

   
typically
 
something
 
like
 
<ITALICS>
this
</ITALICS>

 
</QUOTE>

```

## 파생 포맷
XML은 SGML에서 파생된 언어이다. XML은 SGML의 특수한 부분집합으로 SGML에 비해 해석과 처리를 단순화하기 위해 설계되었다. SGML의 응용으로서 개발된 다른 마크업 언어로는, 기술 문서 작성을 위해 설계된 닥북(DocBook)이 있다. 현재는 닥북의 XML 버전도 존재한다.
XML은 범용 목적의 응용을 위해 SGML을 단순화하려는 시도이다. XML은 특히 XHTML, RSS, XML-RPC, SOAP 등을 포함해 여러 방면에서 응용되고 있다.
HTML은 본래 SGML과는 별도로 설계되었지만, 나중에(2.0 버전) SGML 기반으로 재정의 되었다(애초부터 SGML의 응용이었다는 의견도 존재한다).
SGML이나 XML과 부분적으로 관련은 있지만, 표준 SGML/XML 도구로 해석, 적합성 검사 등이 불가능하기 때문에 SGML/XML의 응용으로 보기 힘든 언어들도 많이 있다. 그중에 하나는 Z 포맷으로, 조판과 문서화를 위해 설계된 언어이다.

## 같이 보기
- 범용 마크업 언어 목록